# The Silver Fox
Pour plus de détails, voir Fiche technique et Distribution.
The Silver Fox (玉面飛狐, Yu mian fei hu) est un film hongkongais réalisé par Hsu Teng-hung, sorti en 1968.

## Synopsis
Lily Ho joue le rôle de Silver Fox, une redoutée spécialiste de l'épée qui, lorsqu'elle était enfant, a vu son père se faire blesser d'une façon insensée et sa mère se faire violer. 18 ans plus tard, c'est l'heure de la revanche.

## Fiche technique
- Titre : The Silver Fox
- Titre original : 玉面飛狐 (Yu mian fei hu)
- Réalisation : Hsu Teng-hung
- Scénario : Shen Chiang
- Musique : Wang Fu-ling
- Photographie : Wang Yung-lung
- Montage : Chiang Hsing-lung
- Production : Runme Shaw
- Société de production : Shaw Brothers
- Pays d'origine : Hong Kong
- Format : Couleurs - 2,35:1 - Mono - 35 mm
- Genre : Action et Drame
- Durée : 90 minutes
- Date de sortie : 13 mars 1968 (Hong Kong)

## Distribution
- Lily Ho : Ching-ching / "Renard d'Argent"
- Chang Yi : Hsu Chun-wu
- Yu Wei : Hsiao-lin
- Huang Chung-hsin : Sima Chau
- Tien Feng : Hsia Wu, le père de Ching-ching
- Chao Hsin-yen : Pui Yu
- Helen Ma : Hsiao-mei
- Chiu Hung
- Goo Man Chung
- Wong Ching Ho
- Ma Ying
- Lee Ho
- Fan Mei-sheng : un sbire du Renard d'Argent
- Liu Chia-liang : un sbire de Hsia Wu
- Tang Chia : un sbire de Hsia Wu
- Hung Lau
- Yuen Woo-ping : un homme de main
- David Chiang : un convoyeur de fonds